# 미국화학회
미국화학회(영어: American Chemical Society)는 미국에 본부를 둔 화학 분야의 학회이다. 1876년, 뉴욕 대학교에서 설립된 이후 현재 모든 학위 수준과 화학, 화학 공학 및 관련 분야 의 모든 분야에서 155,000명 이상의 회원을 보유하고 있다.

## 같이 보기
- 케미컬 애브스트랙트 서비스